# Octopus burryi
Octopus burryi är en bläckfiskart som beskrevs av Voss 1950. Octopus burryi ingår i släktet Octopus och familjen Octopodidae. Inga underarter finns listade i Catalogue of Life.